# Eteropatriarcato
L'eteropatriarcato (da etero[sessualità] e patriarcato) teorizza un sistema sociopolitico nel quale il genere maschile e l'eterosessualità hanno supremazia sugli altri generi e sugli altri orientamenti sessuali. Il termine sottolinea come la discriminazione, esercitata contro donne e persone LGBTIQ+, abbia lo stesso principio sociale maschilista.
Dalla visione femminista, il termine patriarcato fa allusione al padre come detentore del potere all'interno della gerarchia familiare e, quindi, alla subordinazione delle donne al potere degli uomini. Con l'apparizione della teoria queer tra gli anni 1980 e 1990 del Novecento e la messa in discussione dell'eterosessualità obbligatoria e del binarismo di genere, questa dominazione non solamente si descrive in termini di sesso o di genere (il predominio dell'uomo sulla donna, o il mascolino sul femminile), ma anche in termini di sessualità e identità di genere (l'eteronormatività, o l'eterosessuale sopra altri orientamenti sessuali e il cisgender sopra altre identità).